# 浦添ショッピングセンター
浦添ショッピングセンター（うらそえショッピングセンター）は、沖縄県浦添市城間に位置する複合商業施設である。

## 概要
1986年4月に、当時ダイエーの子会社であった株式会社ダイナハ（1994年に株式会社ダイエーが吸収合併）が「浦添ショッピングセンター（初代）」として開店、その後「ダイエー浦添店」となった。
2002年、ダイエーの業績不振で沖縄県内のダイエー3店舗（泡瀬、嘉手納、糸満）が閉鎖されたが、その際には同施設の閉鎖は見送られていた。しかし、2004年12月に同店舗、および那覇店（旧ダイナハ）の閉店を発表、翌年2005年11月20日に閉店した。
その後、約5か月ほど空き店舗のままであったが、2006年4月に、1階に食料品の浦添りうぼう、2階に衣料品のマルエーが中心となって入居し、2代目「浦添ショッピングセンター」として開店した。

## 沿革
- 1986（昭和61）年4月25日 - ダイナハ運営の「浦添ショッピングセンター」として開店[3]。
- 1994（平成6）年3月1日 - 運営会社が株式会社ダイエーに吸収合併。店名が「ダイエー浦添店」に改称。
- 2004（平成16）年12月 - 那覇市牧志の「ダイエー那覇店」とともに翌年の閉鎖が発表された。
- 2005（平成17）年11月20日 - 開店20周年を目前に、閉店[4]。
- 2006年（平成18年）4月29日 - 「浦添ショッピングセンター」として開店[4]。

## フロアとテナント

### フロア概要
核店舗の「浦添りうぼう」と15の専門店で構成される。
| 階    | 本館                   | 立体駐車場 |
| ----- | ---------------------- | ---------- |
| R階   |                        | 屋上駐車場 |
| 5階   | 屋内（一部屋外）駐車場 |            |
| 4/R階 | 屋上駐車場             | 屋内駐車場 |
| 3階   | 専門店街               | 屋内駐車場 |
| 2階   | 専門店街               | 屋内駐車場 |
| 1階   | 浦添りうぼう・専門店街 | 屋内駐車場 |

### 主なテナント
1階
- ハニーズ（レディス）
- 浦添りうぼう（食品）
- ITALIAN TOMATO Cafe' Jr.（カフェ）
- モーリーファンタジー（アミューズメント）

2階
- ファッション市場 サンキ（総合服）
- シュープラザ（シューズ）

3階
- ダイソー（100円ショップ）
- モーリーファンタジー（アミューズメント）

※太字テナントは核店舗。テナント情報は2022年8月時点。
出店テナント全店の一覧詳細情報や、営業時間およびATMを設置している金融機関の詳細は公式サイトを参照。

## アクセス
サンパーク通り沿いに位置している。

### モノレール
- 沖縄都市モノレール（ゆいレール）浦添前田駅から徒歩約40分

### バス
城間三丁目バス停下車、徒歩約1分。
- 191番・城間線（東陽バス）

2005年のダイエー閉店前までは「浦添ショッピングセンター前」バス停であったが、閉店後に現在名に改名された。2006年に2代目浦添ショッピングセンター開店したが、名称はそのままである。

### 自動車
- 沖縄自動車道 - 大平ICより約3分

### 駐車場
当施設の駐車場は、541台利用可能である。本店舗とは別に3階建ての立体駐車場が設置されている（本店舗との接続あり）。
| 施設駐車場         | 駐車台数 | 駐車可能時間 | 備考         |
| ------------------ | -------- | ------------ | ------------ |
| 屋上駐車場（本館） | 541      | 不明         | 高さ制限2.1m |
| 立体駐車場         | 541      | 不明         | 高さ制限2.1m |

## 近隣施設
- 牧港補給地区（キャンプ・キンザ―）
- 浦城公園
- 沖縄銀行 城間支店

付近の競合施設
- サンエー マチナトシティ

### 注
1. ↑  なお、ダイエー那覇店は2009年4月末に「D-naha」として店舗の一部にジュンク堂書店が入店した。